# Frederic III de Schleswig-Holstein-Gottorp
Frederic III de Schleswig-Holstein-Gottorp (en alemany Friedrich III von Schleswig-Holstein-Gottorf) va néixer a Gottorp el 22 de desembre de 1597 i va morir a Tönning el 10 d'agost de 1659. Era un noble alemany, fill del duc Joan Adolf (1575-1616) i de la princesa Augusta de Dinamarca (1580-1639).
Una de les principals preocupacions del govern de Frederic va ser el desenvolupament econòmic, sobretot a partir del comerç marítim. Amb aquesta finalitat va intentar infructuosament obrir noves rutes comercials cap a Rússia i cap a Pèrsia.
Durant la Guerra dels Trenta Anys, de 1618 a 1648, va procurar mantenir una política de neutralitat, refusant aliar-se a Dinamarca i inclinant-se més aviat cap a Suècia. D'aquí el casament de la seva filla Hedwig Elionor amb el rei Carles X Gustau de Suècia, el 1654. Una posició que quedaria molt debilitada més tard quan esclatà la Gran Guerra del Nord.
Era, a més, un gran mecenes de l'art i de la cultura. El 3 de setembre de 1642 fundà conjuntament amb el duc Lluís d'Anhalt-Köthen (1579-1650) la Societat fructífera , una sociedad literària alemanya. A més, va contribuir a la creació del teatre el Globus de Gottorp. El pintor Jürgen Ovens va treballar per a ell i per al seu fill Cristià Albert durant més de trenta anys.

## Matrimoni i fills
El 21 de febrer de 1630 es va casar a Dresden amb la princesa Maria Elisabet de Saxònia (1610-1684), filla de l'elector Joan Jordi I de Saxònia (1585-1656) i de Magdalena Sibil·la de Prússia. Fruit d'aquest matrimoni nasqueren:
- Sofia Augusta (1630-1680), casada amb Joan VI d'Anhalt-Zerbst (1621-1667).
- Magdalena Sibil·la (1631-1719), casada amb Gustau Adolf de Mecklenburg-Güstrow (1633-1695).
- Joan Adolf, nascut i mort el 1633.
- Maria Elisabet (1634-1665), casada amb Lluís VI de Hessen-Darmstadt (1630-1678).
- Frederic (1635-1654).
- Hedwig Elionor (1636-1715), casada amb el rei Carles X Gustau de Suècia (1622-1660).
- Adolf August, nascut i mort el 1637.
- Joan Jordi (1638-1655).
- Anna Dorotea (1640-1713).
- Cristià Albert (1641-1695), casat amb Frederica Amàlia de Dinamarca (1649-1704).
- Gustau Ulric, nascut i mort el 1642.
- Cristina Sabina, nascuda i morta el 1644.
- August Frederico (1646-1705), casat amb Cristina de Saxònia-Weissenfels (1656-1698).
- Adolf, nascut i mort el 1647.
- Elisabet Sofia, nascuda i morta el 1647.
- Augusta Maria (1649-1728), casada amb Frederic VII de Baden-Durlach.